# Vinea (napój)

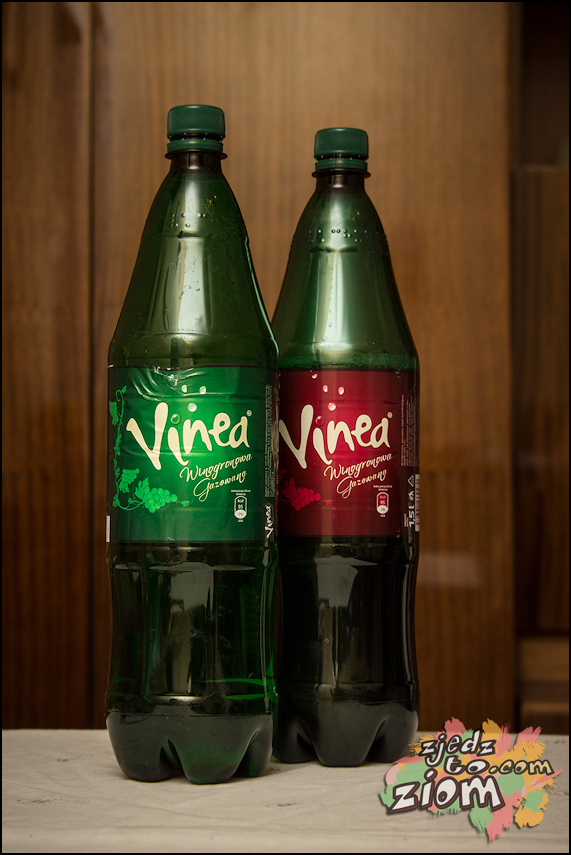
Fotografia przedstawia półtoralitrowe butelki napoju Vinea w wersji zielonej oraz czerwonej.

Vinea – niealkoholowy napój gazowany, wykonany na bazie winogron, który po raz pierwszy został stworzony w Czechosłowacji w 1973 przez Słowaka Jána Farkaša, biochemika pracującego dla Bratysławskiego Instytutu Uprawy Winorośli i Tworzenia Wina. Produkcja napoju rozpoczęła się w 1974. Po latach kwestionowania własności marki, w styczniu 2008 roku Vinea została sprzedana producentowi Kofoli. Występuje w dwóch podstawowych wersjach smakowych: białej i czerwonej. Smak napoju przypomina wino musujące.  
W 2012 rozpoczęto dystrybucję napoju w Polsce przez firmę Hoop Polska Sp. z o.o. w wersji czerwonej i zielonej, w półtoralitrowych butelkach z polską wersją etykiet. 